# La Chapelle-Réanville
La Chapelle-Réanville település Franciaországban, Eure megyében. Lakosainak száma 1097 fő (2018. január 1.). La Chapelle-Réanville Houlbec-Cocherel és Mercey községekkel határos.

## Népesség
A település népességének változása:
| Lakosok száma | 179  | 603  | 1030 | 1031 | 1019 | 1137 | 1113 | 1117 | 1112 | 1097 |
|               | 1968 | 1975 | 1982 | 1990 | 1999 | 2011 | 2013 | 2015 | 2017 | 2018 |